# یاکوب اسواتوش
یاکوب اسواتوش (آلمانی: Jakob Swatosch; ۱۹ آوریل ۱۸۹۱ – ۱۴ مهٔ ۱۹۷۱) بازیکن فوتبال اهل اتریش بود.
وی همچنین در تیم ملی فوتبال اتریش بازی کرده‌است.